# Haapsalu
Haapsalu (in svedese e in tedesco Hapsal; in russo Хаапсалу?, Chaapsalu, storicamente Гапсаль, Gapsal') è una città dell'Estonia occidentale, capoluogo della contea di Läänemaa.
Nota fin dai tempi antichi per le proprietà curative dell'acqua marina e dei fanghi termali e per la sua atmosfera riposante, all'inizio del XIX secolo era un'apprezzata meta di soggiorno. Vi trascorse un periodo di cure anche il musicista russo Pëtr Il'ič Čajkovskij che vi dedicò una composizione, Souvenir di Hapsal.
La città cerca oggi di riguadagnare la posizione di località di soggiorno e di cure termali che tenne saldamente nei primi decenni del XIX secolo.

## Storia

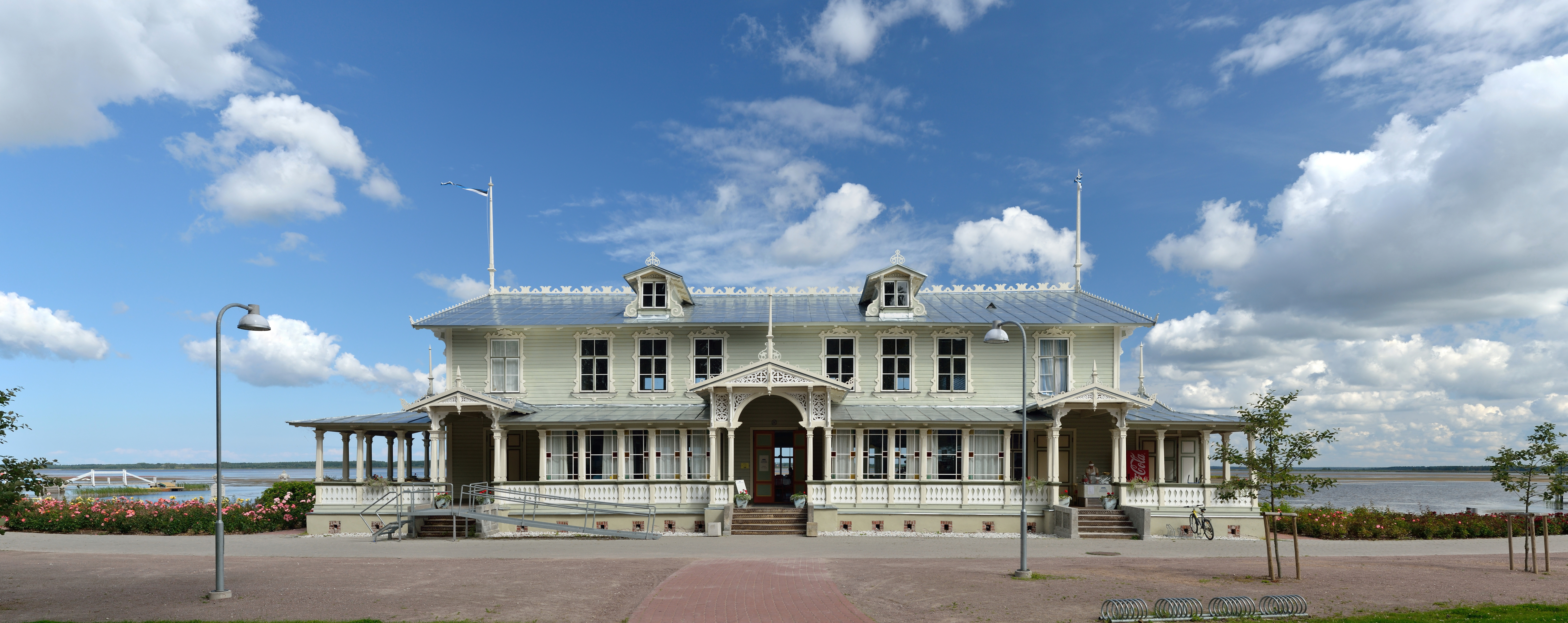
La Kursaal sul lungomare

Nel 1279 le fu conferito lo status di città e divenne sede della diocesi di Saare-Lääne; alcuni edifici dell'epoca sono tuttora visibili, come il castello del vescovo che ha al suo interno una delle chiese (Toomkirk, "duomo") ad una sola navata più grandi dei Paesi baltici.  Nel passato godette del cosiddetto Diritto di Lubecca.
Nel 1603 Christer Somme fu nominato governatore della città dal sovrano svedese Carlo IX ma già l'anno successivo il governatore perdendo una battaglia contro i polacchi ripiegò in Svezia.
Nel 1825 un medico militare, Carl Abraham Hunnius, fondò il primo centro di cure. La novità raggiunse l'aristocrazia di San Pietroburgo e da allora Haapsalu divenne una meta molto ambita per i trattamenti curativi. Attualmente vi sono tre centri che effettuano trattamenti con i fanghi.

## Monumenti e luoghi d'interesse

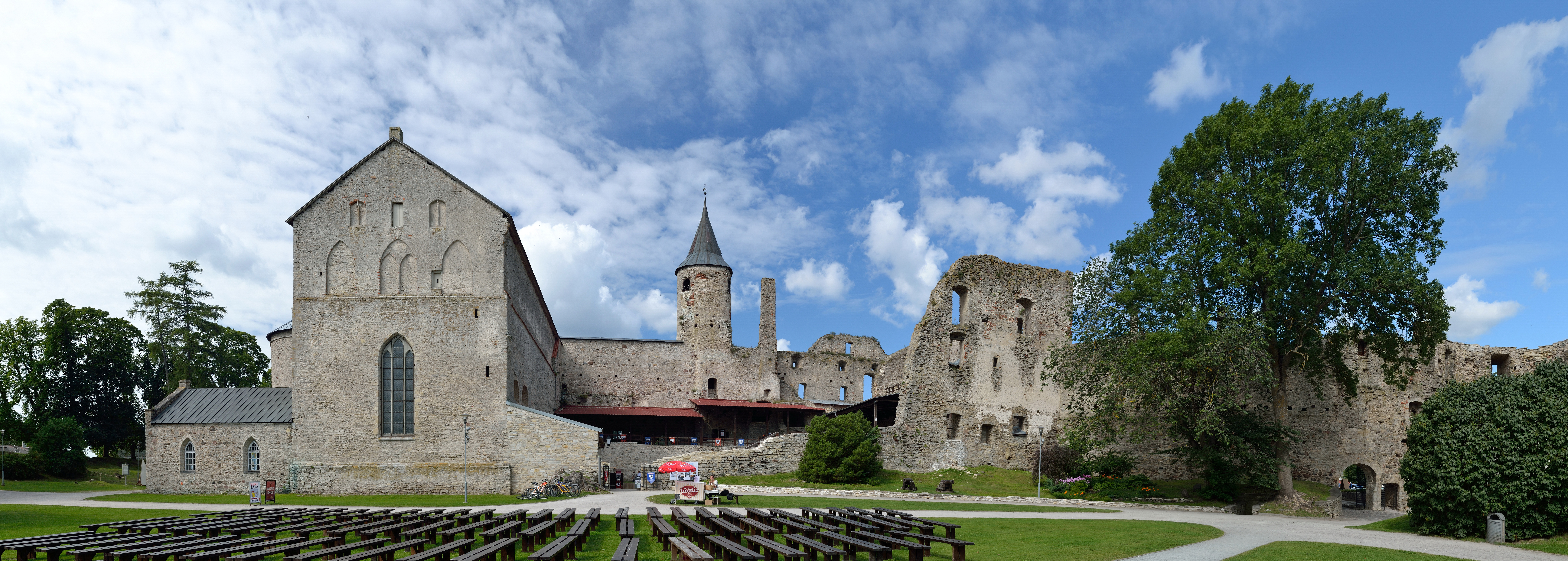
Castello di Haapsalu

Il centro, caratterizzato da viuzze strette e dalle case di legno risalenti all'inizio del XX secolo. 
I resti della fortificazione del castello vescovile dominano la Lossi plats, al centro della città.
Il primo nucleo, la cosiddetta Piccola fortezza, fu´ costruito dal vescovo-feudatario della città nel 1265. La parte occidentale della fortificazione venne costruita a cavallo dei XIV secolo e XV secolo. La parte orientale è più tarda, intorno al XVI secolo, mentre il Piiskopilinnus, il castello vero e proprio, che sostituì la fortezza originale si deve a Jacob De la Gardie che lo fece costruire fra il 1641-1647, con la cattedrale in stile gotico riaperta al culto nel 1990.
A nord della fortezza, è la bella passeggiata a mare affacciata sulla baia di Taga con le panchine in marmo decorate con note musicali. Sul lungomare si trova anche l'edificio in legno che ospita il Kursaal, edificio termale costruito nel 1905 da R.Knüpfer.

## Galleria d'immagini

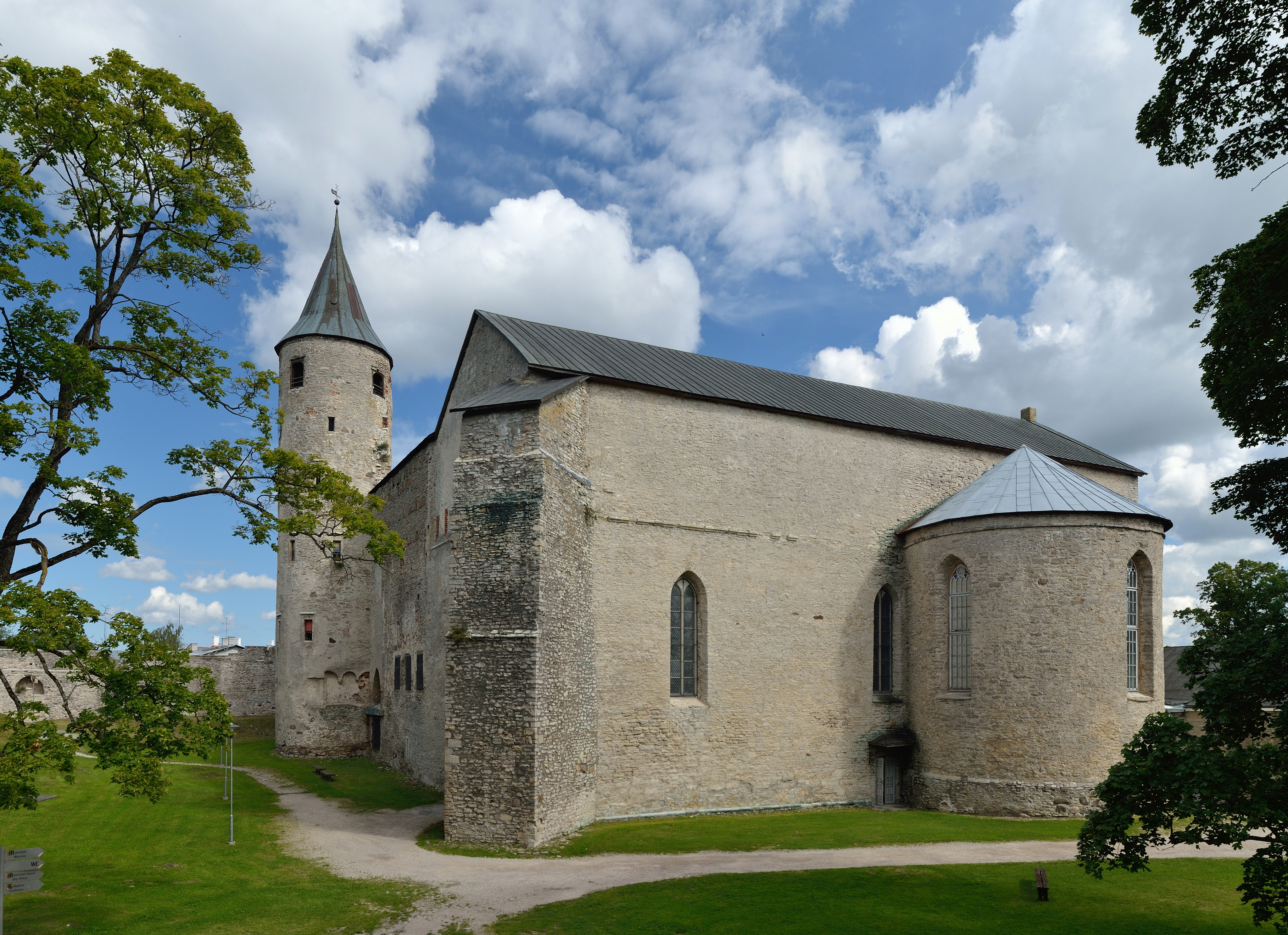
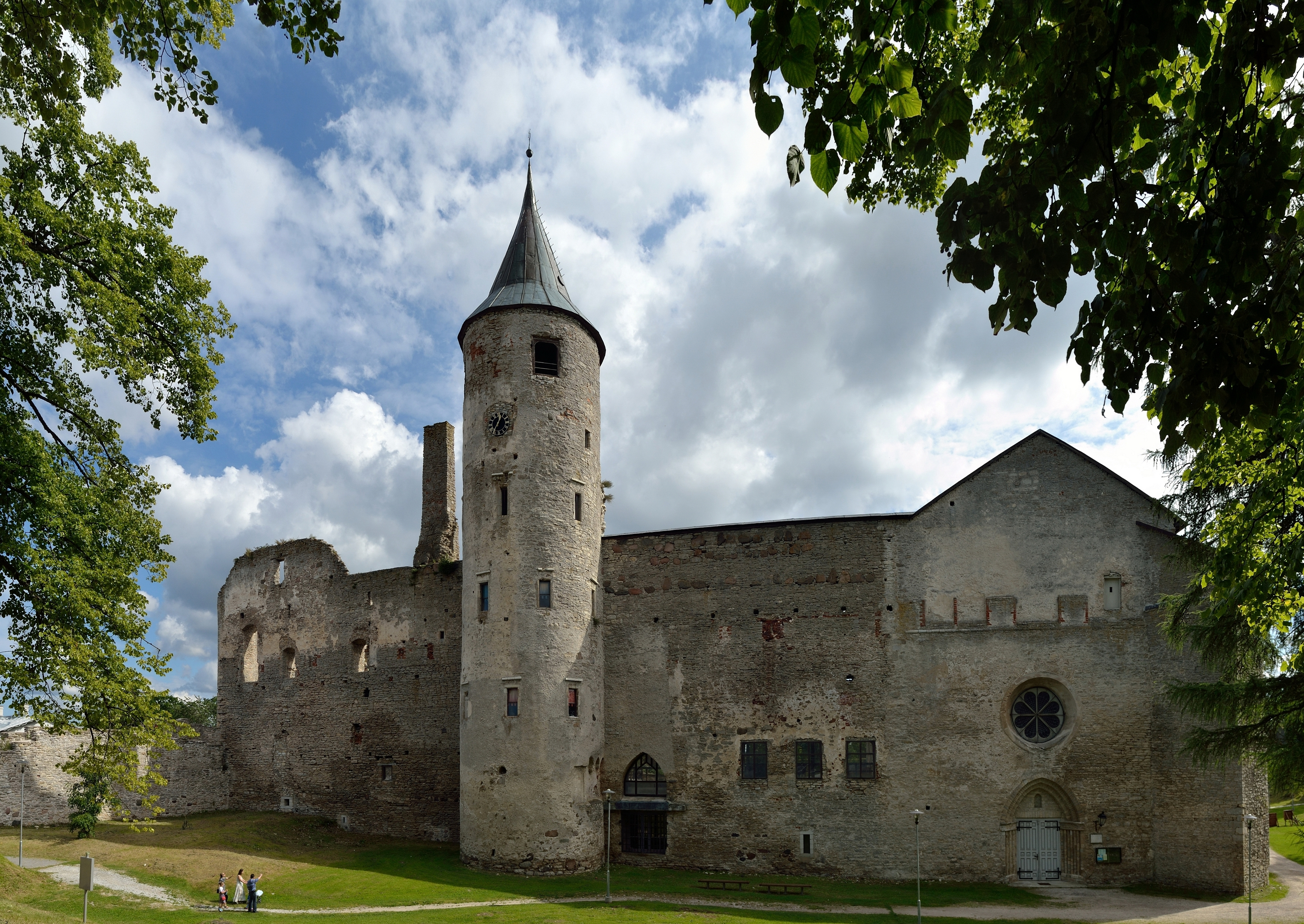
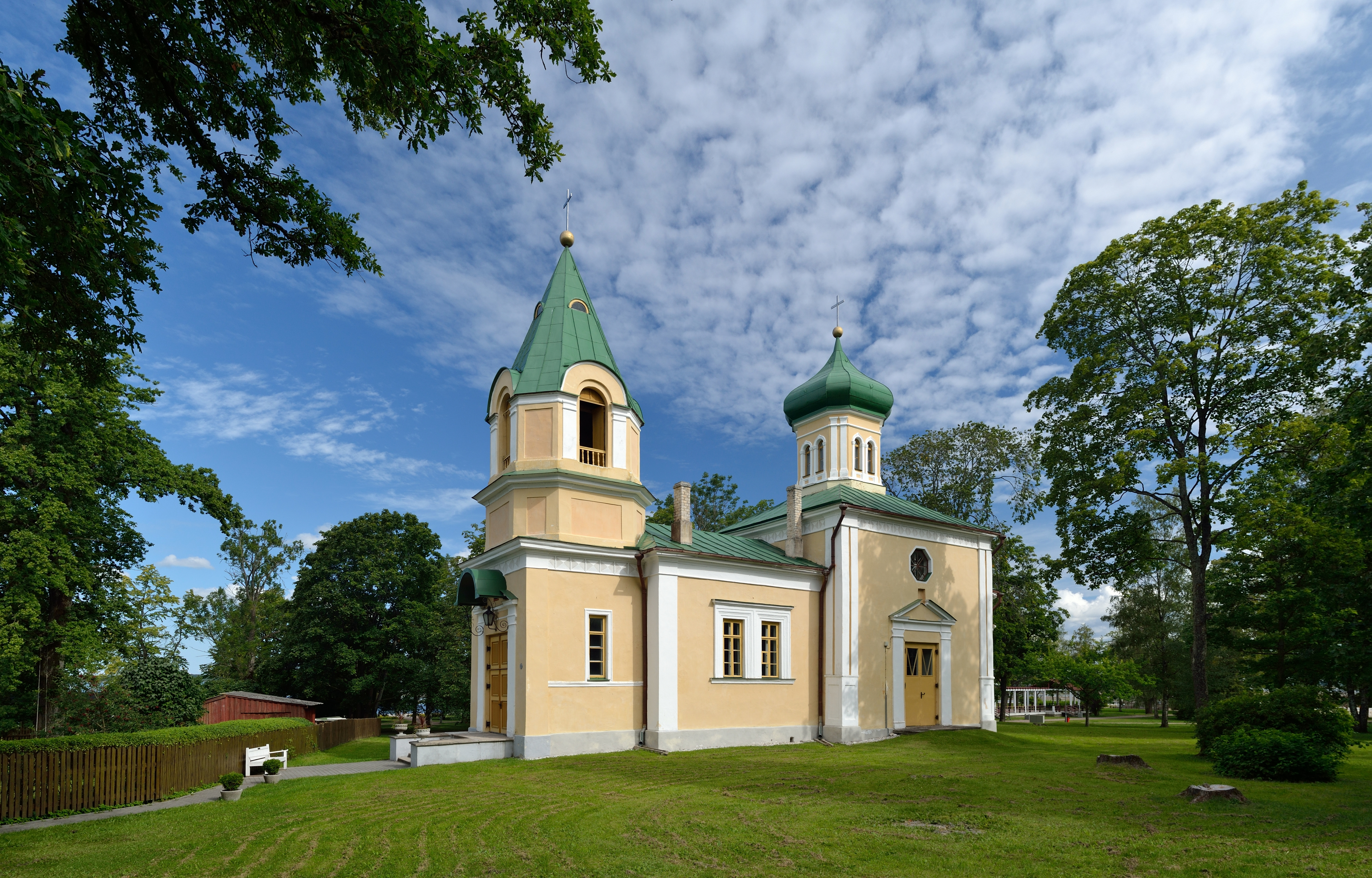
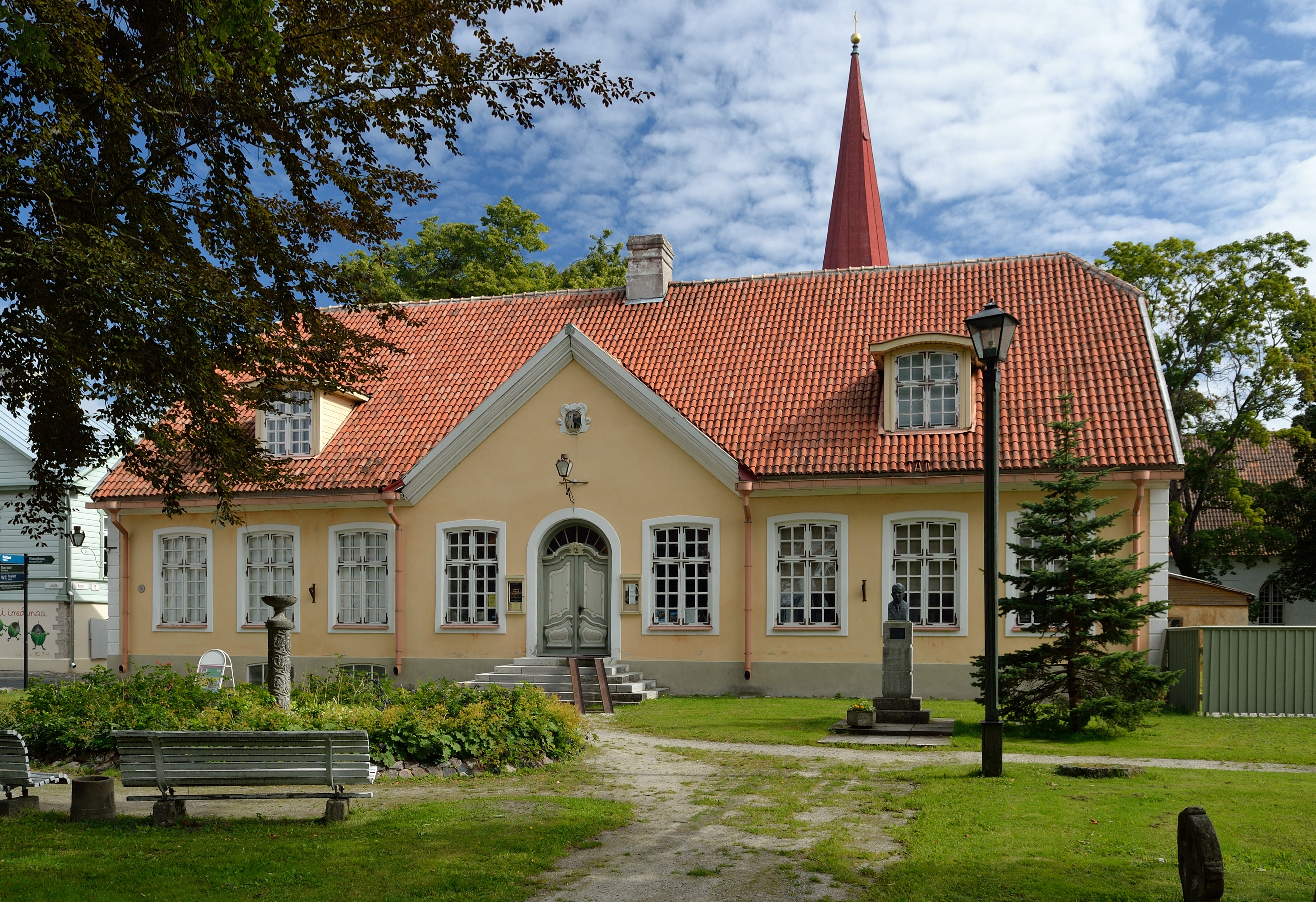
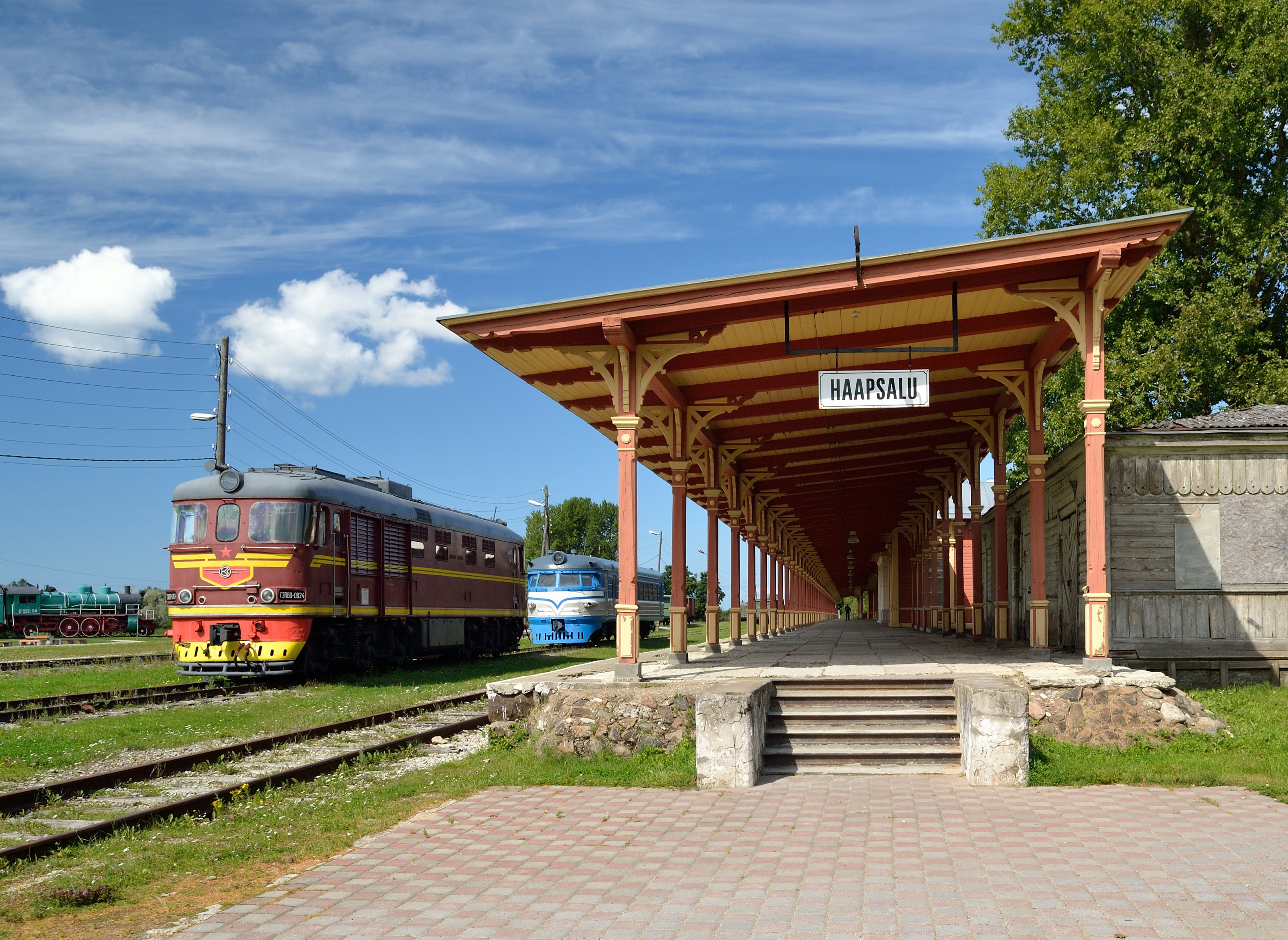
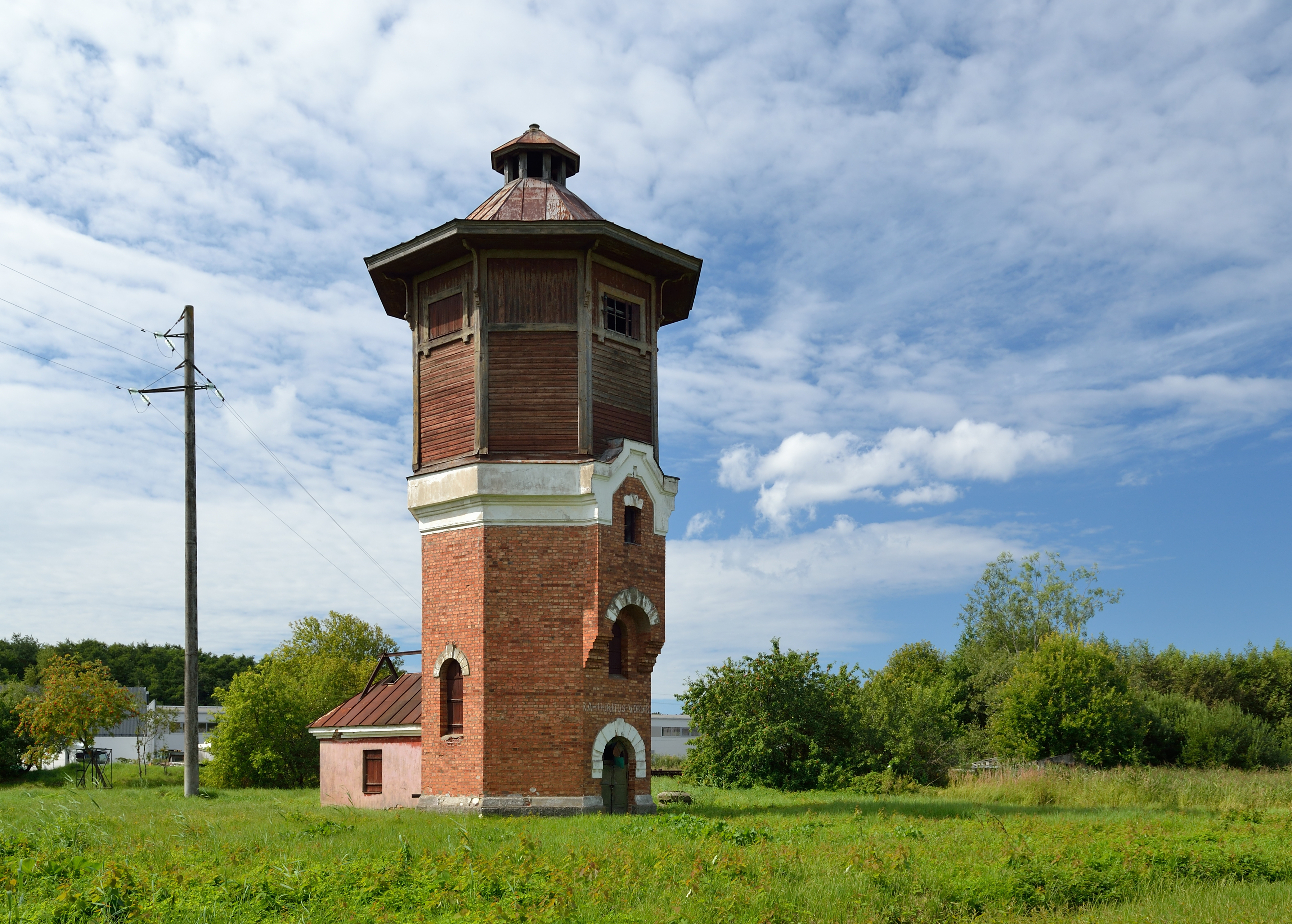
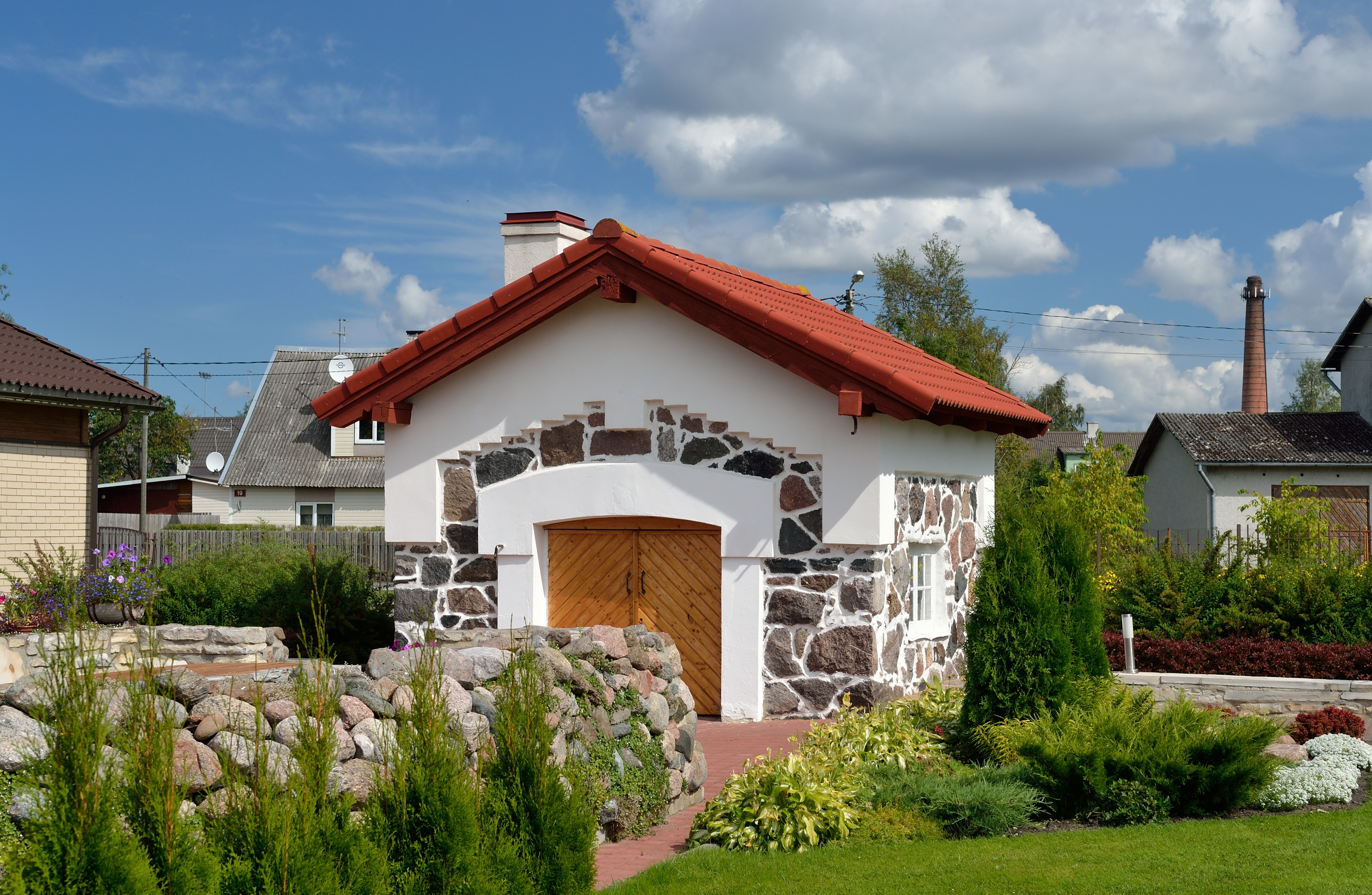
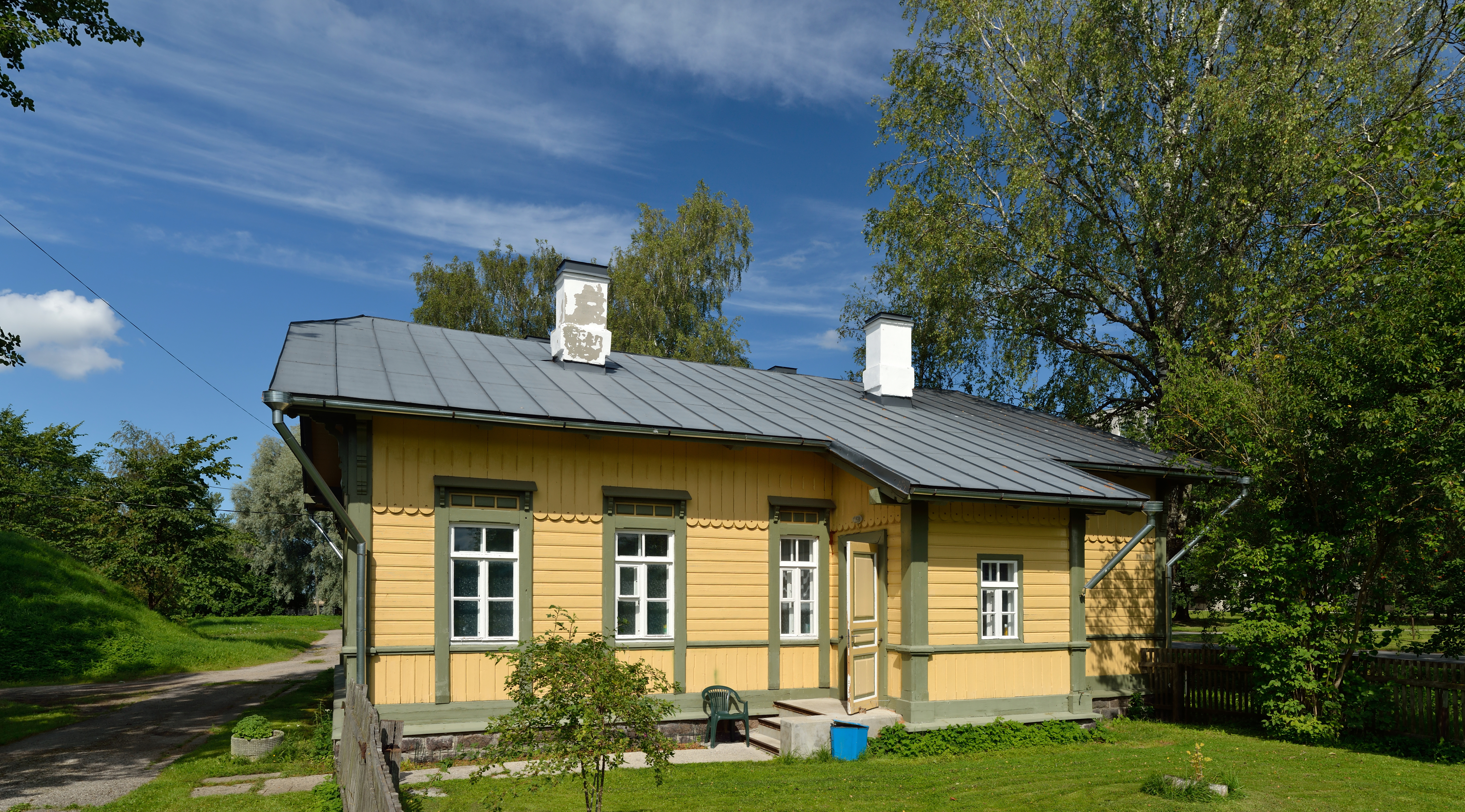
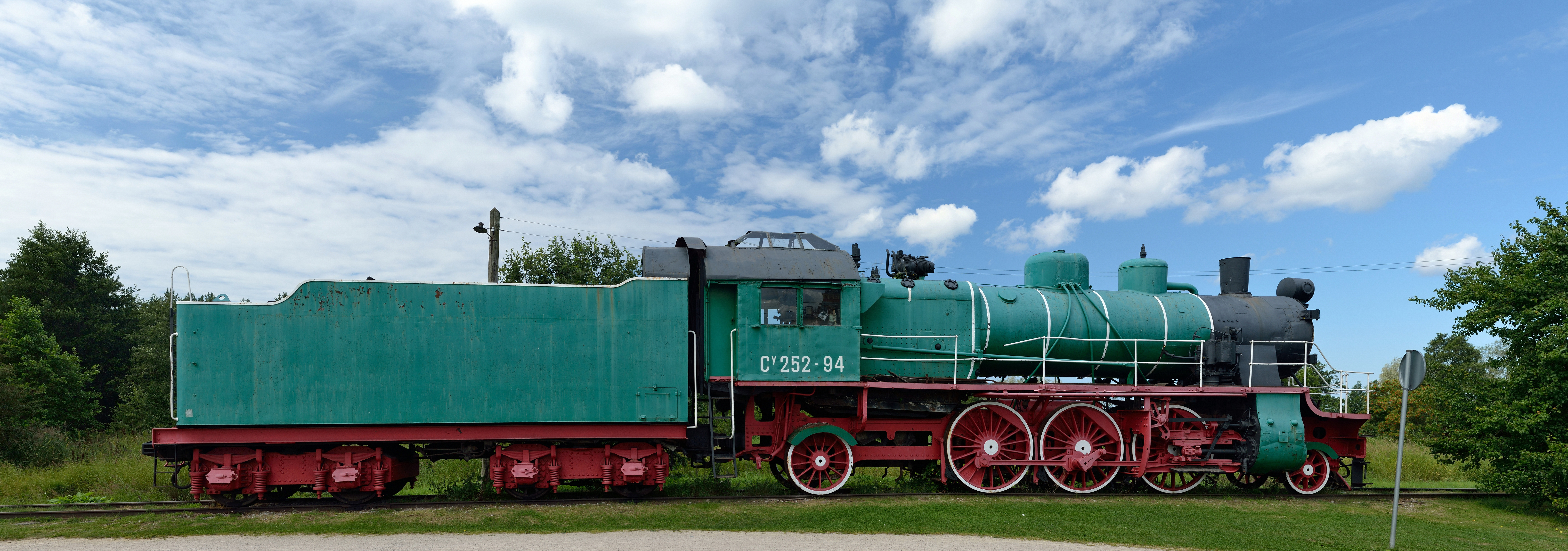

## Amministrazione

### Gemellaggi
- Almere